# Sabina Schulze
Sabina Schulze (* 19. März 1972 in Leipzig, nach Heirat Sabina Keßler) ist eine ehemalige Schwimmerin, die für die DDR startete.

## Karriere
Sabina Schulze startete bis 1989 für den SC DHfK Leipzig. Nach der Wende wechselte sie zum SV Cannstatt.
Bei den DDR-Meisterschaften 1986 gewann Sabina Schulze mit der 100-Meter-Freistilstaffel und mit der Lagenstaffel den DDR-Meistertitel. Bei den Junioreneuropameisterschaften 1986 siegte sie über 100 Meter Freistil und über 100 Meter Schmetterling sowie in den beiden Staffeln. Bei den Schwimmweltmeisterschaften 1986 schwamm Sabina Schulze zusammen mit Kristin Otto, Manuela Stellmach und Heike Friedrich in der 100-Meter-Freistilstaffel und gewann den Weltmeistertitel in der Weltrekordzeit von 3:40,57 min.
Bei den DDR-Meisterschaften 1987 belegte Schulze den dritten Rang über 100 Meter Schmetterling hinter Birte Weigang und Kristin Otto. Als Schlussschwimmerin der Leipziger Lagenstaffel gewann sie erneut den DDR-Meistertitel. Bei den Junioreneuropameisterschaften 1987 siegte sie abermals auf der 100-Meter-Schmetterlingstrecke.
Bei den DDR-Meisterschaften 1988 gewann Sabina Schulze erneut den Titel mit der Lagenstaffel. Als Sechste auf der 100-Meter-Freistilstrecke qualifizierte sie sich als Ersatzfrau für die DDR-Olympiamannschaft. Bei den Olympischen Spielen 1988 in Seoul gewann die DDR-Freistilstaffel mit Katrin Meißner, Sabina Schulze, Heike Friedrich und Daniela Hunger den ersten Vorlauf. Im Finale siegte die DDR-Staffel mit Kristin Otto, Katrin Meißner, Daniela Hunger und Manuela Stellmach in 3:40,63 min, verpasste also den Weltrekord von 1986 knapp. Für ihren Einsatz im Vorlauf erhielten nach der seit den Olympischen Spielen 1984 geltenden Regel auch Sabina Schulze und Heike Friedrich eine Goldmedaille.
Sabina Schulzes Mutter Karin Schulze war als Karin Rüger Olympiateilnehmerin im Hochsprung, ihr Vater Thomas Schulze war DDR-Hallenmeister im Hochsprung.